# Ташли-Єлга (Балтачевський район)
Ташли́-Єлга́ (рос. Ташлы-Елга, башк. Ташлыйылға) — присілок у складі Балтачевського району Башкортостану, Росія. Входить до складу Нижньосікіязовської сільської ради.
Населення — 105 осіб (2010; 132 у 2002).
Національний склад:
- марійці — 84 %

Стара назва — Татишли-Єлга.